# 傑克·基恩 (軍人)

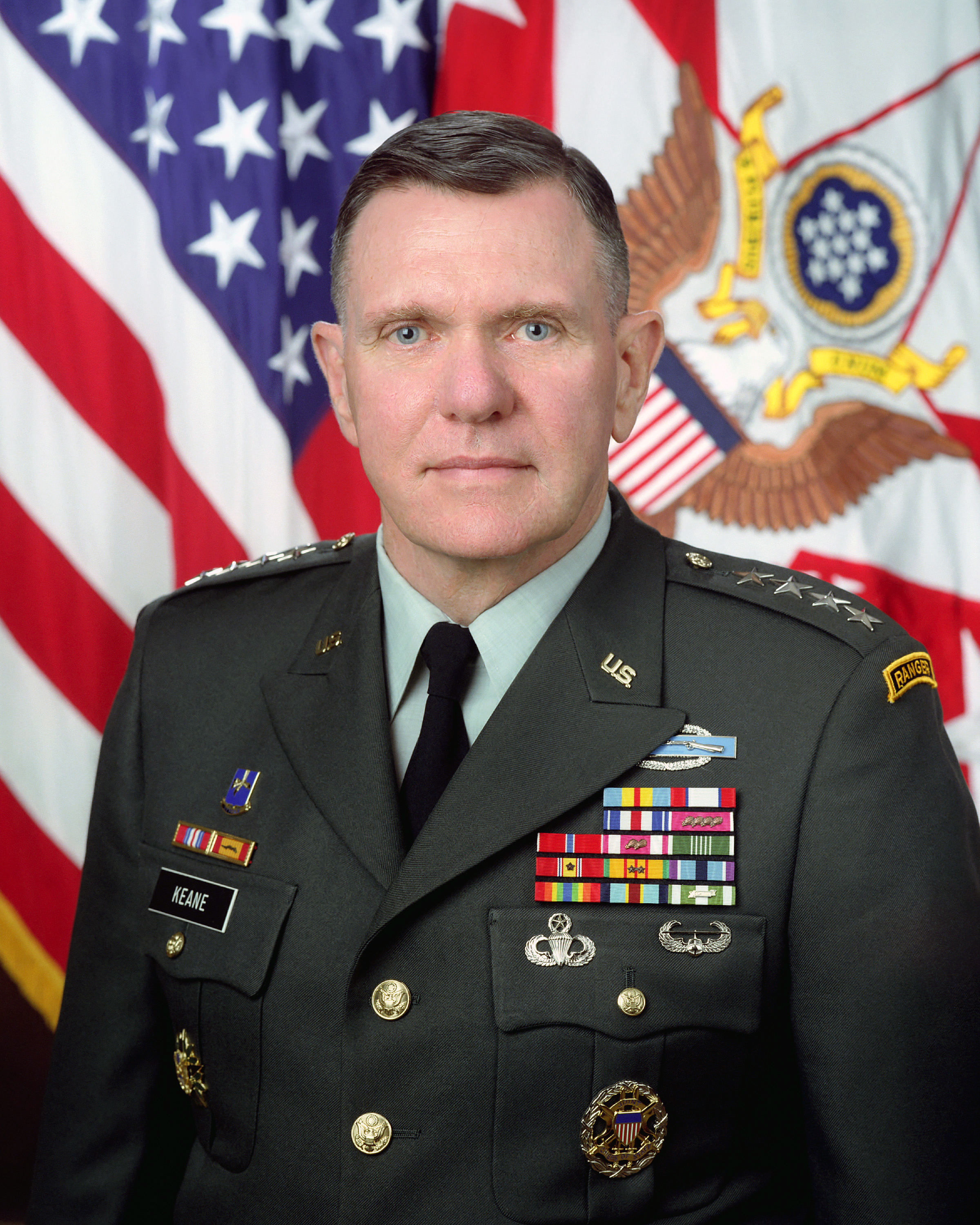
基恩上將

約翰·M·「傑克」·基恩（英語：John M. "Jack" Keane，1943年2月1日—）是美國陸軍的一位退役上將。

## 生平
1943年出生在紐約曼哈頓，曾擔任美國陸軍副參謀長，後任戰爭研究所的主席。他在2001年經美國陸軍協會選為年度人物。